# Peter Cook
Peter Edward Cook (Torquay, 17 november 1937 – Londen, 9 januari 1995) was een Brits auteur, acteur en komiek. Met zijn humor heeft hij de Britse komieken van de jaren zestig en zeventig aanzienlijk beïnvloed.
Cook werd geboren in Torquay in de graafschap Devon en volgde een opleiding aan de Universiteit van Cambridge. Hij werd beroemd toen hij in 1960 verscheen in een revue genaamd Beyond the Fringe, geschreven en uitgevoerd samen met Dudley Moore, Alan Bennett en Jonathan Miller. Met Moore vormde hij in de jaren zeventig ook het komisch duo Derek en Clive. Ze verschenen ook in films als de originele Bedazzled. Hij hielp bij het starten van het tijdschrift Private Eye. Hij was ook betrokken bij komische optredens voor Amnesty International. Cook stierf aan een leverziekte in de buitenwijk Hampstead van Londen. Hij wordt nog steeds beschouwd als een grote invloed in de Britse komedie.

## Discografie

### Albums
- Bridge on the River Wye (als The Goons) (1962)
- The Misty Mr. Wisty (1965)
- Peter Cook and Dudley Moore Cordially Invite You to Go to Hell! (1967)
- Behind the Fridge (met Dudley Moore) (1972)
- Derek and Clive (Live) (met Dudley Moore) (1976)
- Derek and Clive Come Again (met Dudley Moore) (1977)
- Derek and Clive Ad Nauseam (met Dudley Moore) (1978)

### Singles
- "The Ballad of Spotty Muldoon" (1965)
- "Goodbye-ee" (met Dudley Moore) (1965)

## Filmografie

### Films
- Bachelor of Hearts (1958)
- The Wrong Box (1966)
- Bedazzled (1967)
- A Dandy in Aspic (1968)
- The Bed Sitting Room (1969)
- The Rise and Rise of Michael Rimmer (1970)
- The Adventures of Barry McKenzie (1972)
- Find the Lady (1976)
- The Hound of the Baskervilles (1978)
- Derek and Clive Get the Horn (1979)
- Yellowbeard (1983)
- Supergirl (1984)
- Whoops Apocalypse (1986)
- The Princess Bride (1987)
- Without a Clue (1988)
- Getting It Right (1989)
- Great Balls of Fire! (1989)
- Black Beauty (1994)

### Televisiefilms
- What's Going on Here? (1963)
- Alice in Wonderland (1966)
- An Apple a Day (1971)
- Behind the Fridge (1971)
- Eric Sykes Shows a Few of Our Favourite Things (1977)
- The Secret Policeman's Ball (1979)
- Peter Cook & Co. (1980)
- Kenny Everett's Christmas Carol (1985)
- Jake's Journey (1988)

### Televisieseries
- Chronicle (1964)
- Not Only... But Also (1965-1970)
- A Series of Bird's (1967)
- Not Only But Also. Peter Cook and Dudley Moore in Australia (1971)
- Thirty-Minute Theatre (1972)
- Q5  (1980)
- The Two of Us (1981-1982)
- The Black Adder (1983)
- The Comic Strip Presents... (1988)
- The Best of... What's Left of... Not Only... But Also (1990)
- A Life in Pieces (1990)
- Gone to Seed (1992)
- One Foot in the Grave (1993)

## Prijzen en nominaties
| Jaar | Prijs          | Categorie                  | Uitslag     |
| ---- | -------------- | -------------------------- | ----------- |
| 1963 | Grammy Award   | Best Comedy Performance    | Genomineerd |
| 1966 | BAFTA TV Award | Best Light Entertainment   | Gewonnen    |
| 1975 | Grammy Award   | Best Spoken Word Recording | Gewonnen    |